# 100-та окрема розвідувальна бригада (РФ)
100-та окрема гвардійська розвідувальна бригада (100 ОРБр, в/ч 23511) — військове формування спеціальних військ Збройних сил Російської Федерації, створене 2009 року. Бригада перебуває у складі Південного військового округу, і безпосередньо підпорядковується командуванню штабу Південного військового округу. Дислокується у місті Моздок, Північна Осетія-Аланія, біля військового аеропорту. Бригада оснащена сучасними моделями безпілотної авіації, зокрема Searcher MK2.

## Історія
Сформована влітку 2009 року, як експериментальне з'єднання з особового складу 56-ї десантно-штурмової бригади (Камишин, Волгоградщина), 10-ї окремої бригади спеціального призначення ГРУ (Молькине, Краснодарський край) й інших військових частин спеціального призначення.

### Війна на сході України
Станом на серпень біля кордону з Україною у Кам'янському районі Ростовської області було розгорнуто радіотехнічний підрозділ й ескадрилья БПЛА 100-ї окремої розвідувальної бригади.

## Структура
Станом на 2014:
- десантно-штурмовий батальйон,
- розвідувальний батальйон,
- ескадрилья БПЛА,
- підрозділ радіоелектронної розвідки й радіоелектронної боротьби,
- артилерійський підрозділ,
- зенітно-ракетний підрозділ,
- підрозділ забезпечення.

Також бригада оперативно керує змішаною вертолітною ескадрильєю.
На озброєнні різні БПЛА, такі як ізраїльські Bird Eye-400 й Searcher MK2.

## Втрати
З відкритих джерел відомо про щонайменш 7 вбитих бійців бригади під час вторгнення в Україну: